# Stefan Bąkowski
Stefan Bąkowski (ur. ? w Warszawie, zm. 30 listopada 1906 tamże) – prawdopodobnie członek OB PPS, uczestnik walk o niepodległość Polski.
Syn Aleksandra. Najprawdopodobniej był członkiem OB PPS. Za dokonany zamach na prystawa VII cyrkułu i stójkowego w dniu 29 maja 1906 r. został aresztowany przez carską żandarmerię.  Wojskowy Sąd Okręgowy skazał Bąkowskiego w dniu 6 listopada tego samego roku na karę śmierci (podobnie jak innych trzech współuczestników). Został stracony na stokach Cytadeli Warszawskiej.